# Tri Top

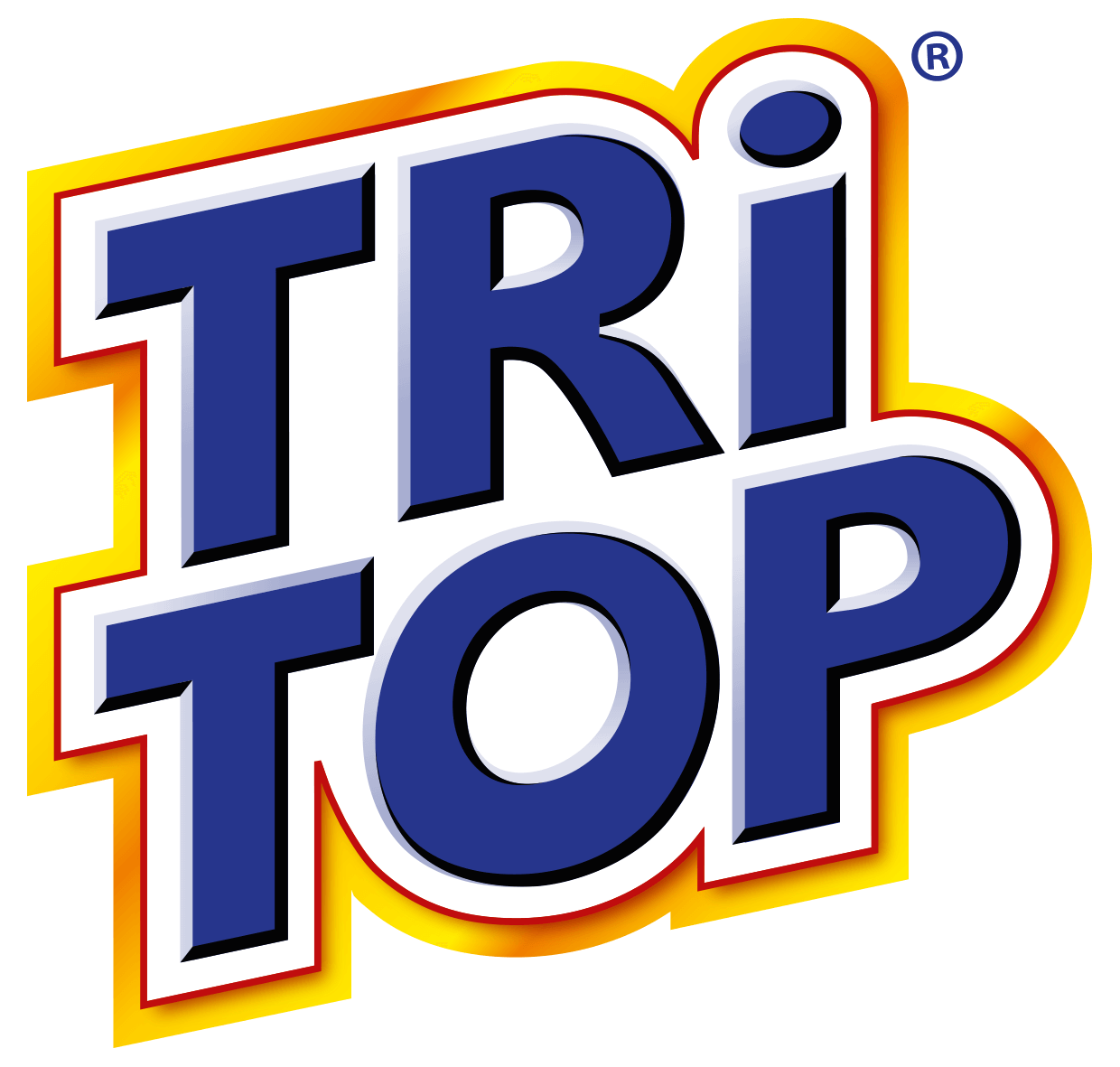
Logo – zweizeilig aufsteigend

Tri Top (eigene Schreibweise: TRi TOP) ist ein Getränkesirup aus Deutschland, der mit Sprudlersystemen, Mineral- oder auch Trinkwasser zubereitet werden kann. Produzent war einst die Union deutsche Lebensmittelwerke (später Unilever). Seit 2010 gehört TRi TOP zur DrinkStar GmbH.

## Abfüllung
Abgefüllt wurde das Produkt ursprünglich in Glasflaschen, die wie die Prototypen der Lavalampen aus den 1970ern aussahen. Einige Quellen besagen, dass der Erfinder der Astro-Lavalampe, Edward Craven Walker, für deren Form sogar eine originale Tri-Top-Flasche (im englischen „Tree Top“) zum Vorbild genommen hatte. Mittlerweile wird das Produkt in pfandfreien PET-Einweg-Flaschen abgefüllt. Die recht dickflüssigen Sirupsorten werden auf Zuckerbasis hergestellt und in vielen auffälligen Farben gehalten. In den 1980er-Jahren verschwand die als Kultmarke geltende
Tri Top mangels Nachfrage vom Markt. Seit dem Jahr 2003 wird die Marke wieder auf dem Markt angeboten.

## Markenrechte
Als der Markenschutz für die Marke Tri Top ablief, sicherte sich die Firma DS Produkte GmbH mit Sitz in Stapelfeld nahe Hamburg den Markennamen und schützte die Marke. Gegenüber dem klassischen Tri Top der 1970er-Jahre wurden die neuen Flaschen nun durch die Tochtergesellschaft Tri Top GmbH aus bruchsicherem PET-Kunststoff hergestellt und die Rezepturen wurden mit einer Kombination von Zucker und energiearmen Süßstoffen versehen.
2003 gab es rund zehn verschiedene Geschmacksrichtungen, 2023 gab es 12 und nach Unternehmensangaben wurden im Wiedereinführungsjahr bis zu 5 Millionen Flaschen verkauft. Begonnen wurde zunächst mit sechs Geschmacksvariationen, die von der Firma Symrise entwickelt wurden.
Das Unternehmen Tri Top wurde 2007 an den Finanzinvestor Absolute Opportunity Investment verkauft, der das Unternehmen zusammen mit Kauf-Idee unter dem Dach der Aquellness bündelte. 2008 beschäftigte Tri Top neun Mitarbeiter und erwirtschaftete einen Umsatz von 5 Millionen Euro. Die in The Tap Cap Company umbenannte Dachgesellschaft einschließlich der Töchter Kauf-Idee und Tri Top meldete Mitte Juli 2009 Insolvenz an.
Innerhalb des Insolvenzprozesses machten Gläubiger verbliebene Markenrechte an Tri Top geltend. Seit 2010 besitzt der Rosenheimer Getränkespezialist DrinkStar, eine Tochterfirma von Symrise in Holzminden, die Markenrechte an Tri Top.

## Werbung
Mitte der 1970er-Jahre spielte der Schauspieler und Komiker Christian Tramitz eine lebendige Tri-Top-Flasche. Kurz danach gab es einen Werbespot mit dem Cancan von Jacques Offenbach.
Nach rund 40 Jahren TV-Abstinenz war Tri Top 2017 erstmals im Rahmen einer Sponsorship der RTL-Sendung Ich bin ein Star, holt mich hier raus zu sehen.